# Montrose Basin
Montrose Basin är en lagun i Storbritannien.   Den ligger i kommunen Angus och riksdelen Skottland, i den norra delen av landet, 600 km norr om huvudstaden London. Montrose Basin ligger 1 meter över havet.